# Monacos Grand Prix 2013
Monacos Grand Prix 2013, officiellt Formula 1 Grand Prix de Monaco 2013, var en Formel 1-tävling som hölls den 26 maj 2013 på Circuit de Monaco i Monaco. Det var den sjätte tävlingen av Formel 1-säsongen 2013 och kördes över 78 varv. Vinnare av loppet blev Nico Rosberg för Mercedes, tvåa blev Sebastian Vettel för Red Bull, och trea blev Mark Webber, även han för Red Bull.

## Kvalet
| KR. | Nr | Förare              | Konstruktör          | Q1        | Q2       | Q3       | Grid |
| --- | -- | ------------------- | -------------------- | --------- | -------- | -------- | ---- |
| 1   | 9  | Nico Rosberg        | Mercedes             | 1.24,620  | 1.16,135 | 1.13,876 | 1    |
| 2   | 10 | Lewis Hamilton      | Mercedes             | 1.23,779  | 1.16,265 | 1.13,967 | 2    |
| 3   | 1  | Sebastian Vettel    | Red Bull-Renault     | 1.24,243  | 1.15,988 | 1.13,980 | 3    |
| 4   | 2  | Mark Webber         | Red Bull-Renault     | 1.25,352  | 1.17,322 | 1.14,181 | 4    |
| 5   | 7  | Kimi Räikkönen      | Lotus-Renault        | 1.25,835  | 1.16,040 | 1.14,822 | 5    |
| 6   | 3  | Fernando Alonso     | Ferrari              | 1.23,712  | 1.16,510 | 1.14,824 | 6    |
| 7   | 6  | Sergio Pérez        | McLaren-Mercedes     | 1.24,682  | 1.17,748 | 1.15,138 | 7    |
| 8   | 15 | Adrian Sutil        | Force India-Mercedes | 1.25,108  | 1.17,261 | 1.15,383 | 8    |
| 9   | 5  | Jenson Button       | McLaren-Mercedes     | 1.23,744  | 1.17,420 | 1.15,647 | 9    |
| 10  | 18 | Jean-Éric Vergne    | Toro Rosso-Ferrari   | 1.23,699  | 1.17,623 | 1.15,703 | 10   |
| 11  | 11 | Nico Hülkenberg     | Sauber-Ferrari       | 1.25,547  | 1.18,331 |          | 11   |
| 12  | 19 | Daniel Ricciardo    | Toro Rosso-Ferrari   | 1.24,852  | 1.18,344 |          | 12   |
| 13  | 8  | Romain Grosjean     | Lotus-Renault        | 1.23,738  | 1.18,603 |          | 13   |
| 14  | 17 | Valtteri Bottas     | Williams-Renault     | 1.24,681  | 1.19,077 |          | 14   |
| 15  | 21 | Giedo van der Garde | Caterham-Renault     | 1.26,095  | 1.19,408 |          | 15   |
| 16  | 16 | Pastor Maldonado    | Williams-Renault     | 1.23,452  | 1.21,688 |          | 16   |
| 17  | 14 | Paul di Resta       | Force India-Mercedes | 1.26,322  |          |          | 17   |
| 18  | 20 | Charles Pic         | Caterham-Renault     | 1.26,633  |          |          | 18   |
| 19  | 12 | Esteban Gutiérrez   | Sauber-Ferrari       | 1.26,917  |          |          | 19   |
| 20  | 23 | Max Chilton         | Marussia-Cosworth    | 1.27,303  |          |          | 22   |
| 21  | 22 | Jules Bianchi       | Marussia-Cosworth    | Ingen tid |          |          | 20   |
| 22  | 4  | Felipe Massa        | Ferrari              | Ingen tid |          |          | 21   |

| Vidare från första kvalrundan ▬▬ Vidare från andra kvalrundan ▬▬ |

Noteringar:
- ^1  — Max Chilton fick fem platsers nedflyttning för ett otillåtet växellådsbyte.[1]
- ^2  — Jules Bianchi misslyckades att sätta en varvtid i kvalet, på grund av ett motorhaveri. Han fick starta loppet efter att han fått dispens från tävlingsledningen.[2]
- ^3  — Felipe Massa misslyckades att sätta en varvtid i kvalet, eftersom bilen inte hann repareras. Han fick starta loppet efter att han fått dispens från tävlingsledningen.[2]

## Loppet
| Pos. | Nr | Förare              | Konstruktör          | Varv | Tid             | Grid | P  |
| ---- | -- | ------------------- | -------------------- | ---- | --------------- | ---- | -- |
| 1    | 9  | Nico Rosberg        | Mercedes             | 78   | 2:17.52,506     | 1    | 25 |
| 2    | 1  | Sebastian Vettel    | Red Bull-Renault     | 78   | +3,889          | 3    | 18 |
| 3    | 2  | Mark Webber         | Red Bull-Renault     | 78   | +6,314          | 4    | 15 |
| 4    | 10 | Lewis Hamilton      | Mercedes             | 78   | +13,895         | 2    | 12 |
| 5    | 15 | Adrian Sutil        | Force India-Mercedes | 78   | +21,478         | 8    | 10 |
| 6    | 5  | Jenson Button       | McLaren-Mercedes     | 78   | +23,104         | 9    | 8  |
| 7    | 3  | Fernando Alonso     | Ferrari              | 78   | +26,734         | 6    | 6  |
| 8    | 18 | Jean-Éric Vergne    | Toro Rosso-Ferrari   | 78   | +27,224         | 10   | 4  |
| 9    | 14 | Paul di Resta       | Force India-Mercedes | 78   | +27,608         | 17   | 2  |
| 10   | 7  | Kimi Räikkönen      | Lotus-Renault        | 78   | +36,582         | 5    | 1  |
| 11   | 11 | Nico Hülkenberg     | Sauber-Ferrari       | 78   | +42,572         | 11   |    |
| 12   | 17 | Valtteri Bottas     | Williams-Renault     | 78   | +42,691         | 14   |    |
| 13   | 12 | Esteban Gutiérrez   | Sauber-Ferrari       | 78   | +43,212         | 19   |    |
| 14   | 23 | Max Chilton         | Marussia-Cosworth    | 78   | +49,886         | 22   |    |
| 15   | 21 | Giedo van der Garde | Caterham-Renault     | 78   | +1.02,591       | 15   |    |
| 16   | 6  | Sergio Pérez        | McLaren-Mercedes     | 72   | Kollisionsskada | 7    |    |
| Ret  | 8  | Romain Grosjean     | Lotus-Renault        | 63   | Kollision       | 13   |    |
| Ret  | 19 | Daniel Ricciardo    | Toro Rosso-Ferrari   | 61   | Kollision       | 12   |    |
| Ret  | 22 | Jules Bianchi       | Marussia-Cosworth    | 58   | Bromsar         | 20   |    |
| Ret  | 16 | Pastor Maldonado    | Williams-Renault     | 44   | Kollision       | 16   |    |
| Ret  | 4  | Felipe Massa        | Ferrari              | 28   | Upphägning      | 21   |    |
| Ret  | 20 | Charles Pic         | Caterham-Renault     | 7    | Växellåda       | 18   |    |

| Förare och stall som tog poäng ▬▬ |

## Ställning efter loppet
|     | Pos. | Förare           | Poäng |
| --- | ---- | ---------------- | ----- |
| ▬   | 1    | Sebastian Vettel | 107   |
| ▬   | 2    | Kimi Räikkönen   | 86    |
| ▬   | 3    | Fernando Alonso  | 78    |
| ▬   | 4    | Lewis Hamilton   | 62    |
| ▲ 1 | 5    | Mark Webber      | 57    |

|   | Pos. | Konstruktör          | Poäng |
| - | ---- | -------------------- | ----- |
| ▬ | 1    | Red Bull-Renault     | 164   |
| ▬ | 2    | Ferrari              | 123   |
| ▬ | 3    | Lotus-Renault        | 112   |
| ▬ | 4    | Mercedes             | 109   |
| ▬ | 5    | Force India-Mercedes | 44    |

- Notering: Endast de fem bästa placeringarna i vardera mästerskap finns med på listorna.